# Canottaggio ai Giochi della XIV Olimpiade
Le competizioni del canottaggio dei Giochi della XIV Olimpiade si sono svolte dal 5 al 9 agosto 1948 al bacino del Royal Regatta a Henley-on-Thames. Come a Berlino 1936 si sono disputati sette eventi tutti maschili.

## Calendario
| Canottaggio ai Giochi della XIV Olimpiade | Canottaggio ai Giochi della XIV Olimpiade | Canottaggio ai Giochi della XIV Olimpiade | Canottaggio ai Giochi della XIV Olimpiade | Canottaggio ai Giochi della XIV Olimpiade | Canottaggio ai Giochi della XIV Olimpiade | Canottaggio ai Giochi della XIV Olimpiade | Canottaggio ai Giochi della XIV Olimpiade | Canottaggio ai Giochi della XIV Olimpiade | Canottaggio ai Giochi della XIV Olimpiade | Canottaggio ai Giochi della XIV Olimpiade | Canottaggio ai Giochi della XIV Olimpiade | Canottaggio ai Giochi della XIV Olimpiade | Canottaggio ai Giochi della XIV Olimpiade | Canottaggio ai Giochi della XIV Olimpiade | Canottaggio ai Giochi della XIV Olimpiade | Canottaggio ai Giochi della XIV Olimpiade | Canottaggio ai Giochi della XIV Olimpiade |
| Eventi / Giorni                           | Luglio/Agosto 1948                        | Luglio/Agosto 1948                        | Luglio/Agosto 1948                        | Luglio/Agosto 1948                        | Luglio/Agosto 1948                        | Luglio/Agosto 1948                        | Luglio/Agosto 1948                        | Luglio/Agosto 1948                        | Luglio/Agosto 1948                        | Luglio/Agosto 1948                        | Luglio/Agosto 1948                        | Luglio/Agosto 1948                        | Luglio/Agosto 1948                        | Luglio/Agosto 1948                        | Luglio/Agosto 1948                        | Luglio/Agosto 1948                        | Luglio/Agosto 1948                        |
| Eventi / Giorni                           | 29                                        | 30                                        | 31                                        | 1                                         | 2                                         | 3                                         | 4                                         | 5                                         | 6                                         | 7                                         | 8                                         | 9                                         | 10                                        | 11                                        | 12                                        | 13                                        | 14                                        |
| ----------------------------------------- | ----------------------------------------- | ----------------------------------------- | ----------------------------------------- | ----------------------------------------- | ----------------------------------------- | ----------------------------------------- | ----------------------------------------- | ----------------------------------------- | ----------------------------------------- | ----------------------------------------- | ----------------------------------------- | ----------------------------------------- | ----------------------------------------- | ----------------------------------------- | ----------------------------------------- | ----------------------------------------- | ----------------------------------------- |
| Singolo                                   |                                           |                                           |                                           |                                           |                                           |                                           |                                           | Batterie                                  | Recuperi                                  | Semifinali                                |                                           | Finale                                    |                                           |                                           |                                           |                                           |                                           |
| Due di coppia                             |                                           |                                           |                                           |                                           |                                           |                                           |                                           | Batterie                                  | Recuperi                                  | Semifinali                                |                                           | Finale                                    |                                           |                                           |                                           |                                           |                                           |
| Due senza                                 |                                           |                                           |                                           |                                           |                                           |                                           |                                           | Batterie                                  | Recuperi                                  | Semifinali                                |                                           | Finale                                    |                                           |                                           |                                           |                                           |                                           |
| Due con                                   |                                           |                                           |                                           |                                           |                                           |                                           |                                           | Batterie                                  | Recuperi                                  | Semifinali                                |                                           | Finale                                    |                                           |                                           |                                           |                                           |                                           |
| Quattro senza                             |                                           |                                           |                                           |                                           |                                           |                                           |                                           | Batterie                                  | Recuperi                                  | Semifinali                                |                                           | Finale                                    |                                           |                                           |                                           |                                           |                                           |
| Quattro con                               |                                           |                                           |                                           |                                           |                                           |                                           |                                           | Batterie                                  | Recuperi                                  | Quarti Semifinali                         |                                           | Finale                                    |                                           |                                           |                                           |                                           |                                           |
| Otto                                      |                                           |                                           |                                           |                                           |                                           |                                           |                                           | Batterie                                  | Recuperi                                  | Semifinali                                |                                           | Finale                                    |                                           |                                           |                                           |                                           |                                           |

## Podi
| Evento                            | Oro | Perform. | Argento | Perform. | Bronzo | Perform. |
| Singolo maschile (dettagli)       | Merv Wood | 7'24"4   | Eduardo Risso | 7'38"2   | Romolo Catasta | 7'51"4   |
| Due di coppia maschile (dettagli) | Gran Bretagna Dickie Burnell Bert Bushnell                                                                                          | 6'51"3   | Danimarca Ebbe Parsner Aage Larsen | 6'55"3   | Uruguay William Jones Juan Rodríguez | 7'12"4   |
| Due senza maschile (dettagli)     | Gran Bretagna Jack Wilson Ran Laurie                                                                                                | 7'21"1   | Svizzera Hans Kalt Josef Kalt | 7'23"9   | Italia Felice Fanetti Bruno Boni | 7'31"5   |
| Due con maschile (dettagli)       | Danimarca Finn Pedersen Tage Henriksen Tim: Carl-Ebbe Andersen                                                                      | 8'00"5   | Italia Giovanni Steffè Aldo Tarlao Tim: Alberto Radi                                                                                           | 8'12"2   | Ungheria Antal Szendey Béla Zsitnik Tim: Róbert Zimonyi | 8'25"2   |
| Quattro senza maschile (dettagli) | Italia Giuseppe Moioli Elio Morille Giovanni Invernizzi Franco Faggi                                                                | 6'39"0   | Danimarca Helge Halkjær Aksel Bonde Helge Muxoll Schröder Ib Storm Larsen                                                                      | 6'43"5   | Stati Uniti Frederick Kingsbury Stuart Griffing Gregory Gates Bob Perew                                                                                    | 6'47"7   |
| Quattro con maschile (dettagli)   | Stati Uniti Warren Westlund Robert Martin Robert Will Gordon Giovanelli Tim: Allen Morgan                                           | 6'50"3   | Svizzera Rudolf Reichling Erich Schriever Emil Knecht Peter Stebler Tim: André Moccand                                                         | 6'53"3   | Danimarca Erik Larsen Børge Raahauge Nielsen Henry Larsen Harry Knudsen Tim: Ib Olsen                                                                      | 6'58"6   |
| Otto maschile (dettagli)          | Stati Uniti Ian Turner David Turner James Hardy George Ahlgren Lloyd Butler David Brown Justus Smith John Stack Tim: Ralph Purchase | 5'56"7   | Gran Bretagna Chris Barton Michael Lapage Guy Richardson Paul Bircher Paul Massey Charles Lloyd John Meyrick Alfred Mellows Tim: Jack Dearlove | 6'06"9   | Norvegia Kristoffer Lepsøe Torstein Kråkenes Hans Egill Hansen Halfdan Gran-Olsen Harald Kråkenes Leif Næss Thor Pedersen Carl Monssen Tim: Sigurd Monssen | 6'10"3   |

## Medagliere
| Posizione | Paese         |   |   |   | Totale |
| --------- | ------------- | - | - | - | ------ |
| 1         | Gran Bretagna | 2 | 1 | 0 | 3      |
| 2         | Stati Uniti   | 2 | 0 | 1 | 3      |
| 3         | Danimarca     | 1 | 2 | 1 | 4      |
| 4         | Italia        | 1 | 1 | 2 | 4      |
| 5         | Australia     | 1 | 0 | 0 | 1      |
| 6         | Svizzera      | 0 | 2 | 0 | 2      |
| 7         | Uruguay       | 0 | 1 | 1 | 2      |
| 8         | Ungheria      | 0 | 0 | 1 | 1      |
| 8         | Norvegia      | 0 | 0 | 1 | 1      |
| Totale    | Totale        | 7 | 7 | 7 | 21     |